# Czerwone pantofelki
Czerwone pantofelki (kor. 분홍신, Bunhongshin) – horror koreański z 2005 roku. Scenarzystą i reżyserem jest Kim Yong-gyun. Kim Yong-gyun zainspirowany był baśnią pt. Czerwone trzewiczki Hansa Christiana Andersena. Film trwa godzinę i 43 minuty.

## Fabuła
Film opowiada historię tajemniczych, nawiedzonych czerwonych pantofelkach, które doprowadzają każdego właściciela do śmierci. Kobieta znajduje parę czerwonych butów, które przyciągają jej uwagę, dlatego postanawia zabrać je ze sobą do domu. Kiedy je wkłada jest nimi zachwycona. Czerwone buciki wywierają jakiś swój wpływ nie tylko na nią, ale również na ludzi znajdujących się w jej otoczeniu.

## Główne role
- Kim Hye-soo – Sun-jae
- Kim Sung-soo – In-cheol
- Park Yeon-ah – Tae-su
- Go Soo-hee – Kim Mi-hee
- Lee Eol – Sung-joon